# Castulo gratiosa
Castulo gratiosa là một loài bướm đêm thuộc phân họ Arctiinae, họ Erebidae.